# Annie Breyton
Annie Breyton, née le 22 mars 1957, est une skieuse de vitesse française.

## Biographie
Elle est originaire de Villard-de-Lans. 
En 1974-1975, elle est membre de l'équipe de France de ski alpin.
En 1982 aux Arcs (France), elle devient recordwoman du monde avec une vitesse de 175,353 km/h,. Elle succède ainsi à sa sœur Catherine Breyton qui possédait ce record du monde depuis 1978. 
Le 23 avril 1983, aux championnats du monde à Silverton (États-Unis), elle réalise 190,476 km/h , ce qui constitue le record d'Europe de l'époque. Elle obtient la 4e place de ces championnats.
En 1985, elle prend la 3e place des championnats du monde.
Avec deux collègues de l'équipe de France, elle fonde pendant la saison 1981-82 l'école de ski Skicool à Val Thorens. Avec sa vingtaine d’enseignants, c'est en 2017 la deuxième école de la station derrière l'école de ski français.